# Ogassa
Ogassa är en kommun och ort i Spanien.   Den ligger i provinsen Província de Girona och regionen Katalonien, i den östra delen av landet, 500 km öster om huvudstaden Madrid. Ogassa ligger 1 187 meter över havet och antalet invånare är 264.
Terrängen runt Ogassa är kuperad söderut, men norrut är den bergig. Terrängen runt Ogassa sluttar söderut. Runt Ogassa är det ganska tätbefolkat, med 62 invånare per kvadratkilometer. Närmaste större samhälle är Ripoll, 8,6 km söder om Ogassa. I omgivningarna runt Ogassa växer i huvudsak blandskog.